# 庄武憲太郎
庄武 憲太郎（しょうたけ けんたろう、1893年2月22日 - 1952年5月27日）は、昭和時代戦前の日本の作詞家、歌人、旧制中学校教諭。号は春鳥（しゅんちょう）。大分県出身。

## 経歴
1893年（明治26年）2月、大分県西国東郡朝田村（現在の杵築市大田地区）の農家に四人兄弟の長男として生まれる。小学校を卒業後、田原村の準教員養成所を経て西国東郡高田町（現在の豊後高田市）で代用教員を務め、大分師範学校へ進学する。
大分師範学校を卒業した後は日本大学へ進み国語と漢文を学んだ。帰郷後は県立臼杵高等女学校（現県立臼杵高校）や徳島師範学校、旧制宮崎中学（現在の宮崎県立宮崎大宮高等学校）で教諭を務める。旧制宮崎中学在職中の1933年（昭和8年）、宮崎市で開催された祖国日向産業博覧会のテーマ曲募集で応募作「祖国日向の四季」が一等入選となる。これ以降、校歌や消防歌の作詞に取り組む傍ら歌人としては宮中歌会始での入選も果たしている。1935年（昭和10年）、豊州新報（現在の大分合同新聞の前身の一紙）の創刊50周年を記念した県民歌の歌詞募集に際して応募作が一等入選で採用され、江口夜詩の作曲で中野忠晴が歌唱する「大分県行進曲」として日本コロムビアよりSPレコードが発売された。
「大分県行進曲」の歌詞を応募して間もなく、札幌商業学校（現北海学園札幌高等学校）の教員に招かれて北海道へ転勤する。1944年（昭和19年）、目白女子商業学校の校長に招かれて上京するが戦況悪化のため妻の郷里である岐阜県恵那郡苗木町（現在の中津川市）へ疎開し、旧制中津商業学校（現在の岐阜県立中津商業高等学校）教員となる。
1952年（昭和27年）5月、県立中津高校の分校設置を文部省に陳情するため上京していた際に風邪で体調を崩し、中津川へ戻った後に心臓弁膜症を併発し27日夜に死去。享年60（満59歳没）。従六位を追贈された。
生家がある朝田村は1954年（昭和29年）に田原村と合併して大田村となった後、2005年（平成17年）に新設合併で杵築市の一部となり現在に至る。代表作の「大分県行進曲」は現在も県内で広く愛唱されており、33回忌かつ曲の発表50周年に当たる1985年（昭和60年）には衆議院議員・田原隆の揮毫による「大分県行進曲春鳥歌碑」が県道31号線沿いに建立されている。

## 著作
- 尋常小学国語読本漢字・熟語と其の応用 指導本位（芳川堂印刷所、1928年） NDLJP:1444146

### 作詞
- 大分県行進曲（作曲：江口夜詩 歌：中野忠晴、1935年）
- 仰げ軍旗（作曲：陸軍戸山学校軍楽隊 歌：霧島昇、1938年）

上記の2曲は日本コロムビアよりSPレコードが発売されている。
- 中津川市立落合中学校校歌「希望の丘」